# Rhizocephalus orientalis
Rhizocephalus orientalis är en gräsart som beskrevs av Pierre Edmond Boissier. Rhizocephalus orientalis ingår i släktet Rhizocephalus och familjen gräs. Inga underarter finns listade i Catalogue of Life.